# Leopold al II-lea al Sfântului Imperiu Roman
Împăratul Leopold al II-lea (în germană Leopold II., născut Peter Leopold Joseph) din dinastia de Habsburg-Lothringen (n. 5 mai 1747, Viena, Monarhia Habsburgică – d. 1 martie 1792, Viena, Monarhia Habsburgică) a condus Sfântul Imperiu Roman între anii 1790-1792 și a fost totodată rege al Boemiei, Ungariei, mare duce de Toscana, principe al Transilvaniei etc. A fost fiul împărătesei Maria Terezia și al împăratului Francisc Ștefan. Leopold a fost unul dintre așa-zișii "monarhi luminați".

## Tinerețe

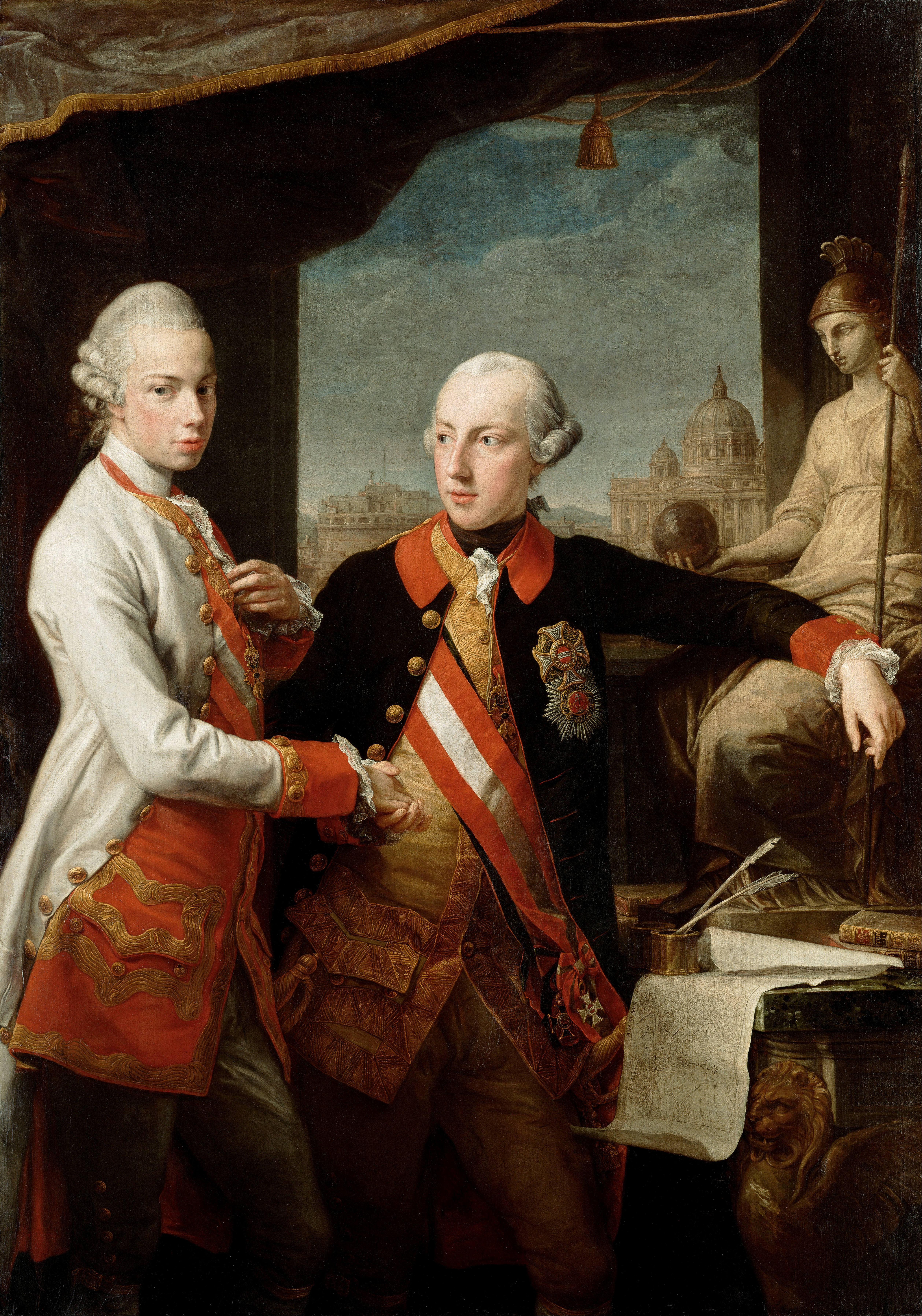
Leopold (stânga) cu fratele său împăratul Iosif al II-lea

Leopold a fost al treilea fiu al cuplului imperial și inițial a fost menit carierei preoțești, dar studiile teologice la care a fost obligat de către familie au avut efect contrar, făcând din el o persoană ostilă bisericii.
În 1753 s-a logodit cu Maria Beatrice d'Este moștenitoarea ducatului de Modena. Căsătoria nu a avut loc, Maria Beatrice s-a căsătorit cu fratele mai mic a lui Leopold, Arhiducele Ferdinand.
După decesul fratelui său mai mare, Carol Iosif, în 1761, s-a decis că el ar trebui să-i succeadă tatălui său la tronul Marelui Ducat de Toscana, care era apanajul celui de-al doilea fiu. Această înțelegere a stat la baza căsătoriei sale din 5 august 1764 cu infanta Maria Luisa a Spaniei, fiica regelui Carol al III-lea al Spaniei și a reginei Maria Amalia de Saxonia.
După decesul tatălui său la 18 august 1765, i-a succedat la conducerea Marelui Ducat. Leopold era faimos în Florența pentru numeroasele sale aventuri extraconjugale. Printre amantele sale a fost și contesa Cowper, soția contelui Cowper care, în compensație pentru că a fost încornorat, a primit onoruri de la fratele lui Leopold, Iosif al II-lea.

## Mare Duce de Toscana
Timp de 25 de ani a fost mare duce al Toscanei și a locuit la Florența, în timp ce fratele său, Iosif al II-lea era împărat romano-german, la Viena. În perioada cât și-a exercitat atribuțiile de suveran al Toscanei, aceasta a cunoscut o mare înflorire economică și socială, datorată reformelor judicioase pe care le-a impus. A înlăturat restricțiile impuse locuitorilor ducatului de către predecesorii săi din familia Medici. Cea mai importantă reformă, cu adevărat remarcabilă pentru acel timp, a fost abolirea pedepsei cu moartea în 1786.

## Împărat romano-german
În anul 1790 pleacă la Viena, pentru a ocupa tronul fratelui său, decedat fără moștenitori.
Scurta sa domnie ca împărat romano-german (al Sfântului Imperiu Roman) a fost frământată de rivalitățile dintre marile puteri ale Europei și de agitațiile politice din provinciile vastului său imperiu. A trăit  epoca de tulburărilor revoluționare din Franța, unde printre mulți alții și-a pierdut viața sora sa, regina Maria-Antoaneta, soția regelui Ludovic al XVI-lea. Referitor la Revoluția franceză, a făcut un apel către capetele încoronate din Europa de a lua măsuri împotriva evenimentelor (revoluționare) care "compromit onoarea tuturor suveranilor și securitatea tuturor guvernelor".
A fost căsătorit cu Maria-Luisa a Spaniei.
A avut 16 copii, dintre care cei mai cunoscuți sunt:
- Francisc, viitor împărat romano-german, ulterior primul împărat ereditar al Austriei
- Karl, arhiduce al Austriei, duce de Teschen, care a îmbrățișat cariera militară

A murit subit, după doar doi ani de domnie ca împărat, fiind înmormântat în Cripta Imperială din Viena, în mormântul 113.

## Arbore genealogic
1. ↑  IdRef, accesat în 11 mai 2020